# Grigórios Xenópoulos
Grigórios Xenópoulos (grec moderne : Γρηγόριος Ξενόπουλος ; né à Istanbul, alors Constantinople, en 1867 et mort en 1951 à Athènes) est un écrivain, journaliste, nouvelliste et romancier grec, auteur des pièces de Zante. Il est le principal contributeur et éditeur en chef du magazine De l'éducation des enfants, de 1896 à 1948, signant ses contributions sous le nom de Phédon, d'après l'œuvre de Platon. Admirateur de certains de ses contemporains comme Zola, Dickens et Balzac, il mêle dans ses écrits des accents de réalisme.

## Biographie
Né à Constantinople, il passe son enfance dans l'île de Zante avant de rejoindre Athènes pour suivre des études de mathématiques et de physique en 1883. En 1892, il s'installe de manière permanente à Athènes et épouse, en 1894, Efrosíni Diogenídi, avant de divorcer un an et demi plus tard. En 1901, il épouse, en secondes noces, Christína Kanellopoúlou, avec qui il a deux filles. Il obtient le prix national de littérature, en 1922 et devient membre de l'Académie d'Athènes, neuf ans plus tard. En 1927, il co-fonde la revue littéraire Néa Estía et contribue à sa rédaction, jusqu'en 1934. Sa maison et son importante bibliothèque sont détruites dans les bombardements de la Dekemvrianá lors de la libération d'Athènes. Il meurt en 1951 dans la pauvreté, ce qui lui vaut d'être enterré, auréolé de gloire aux frais de l'État grec.

## Œuvre
Il écrit près de 20 romans et d'une vingtaine de nouvelles. Peu traduite en français, son œuvre est essentiellement composée d'écrits en grec moderne de style démotique, c'est-à-dire dans la langue du peuple. On distingue deux types d'œuvres dans la vaste production littéraire de Grigórios Xenópoulos : la prose et le théâtre. L’Anadyoméni, à la fois mystique et philosophique à travers des inspirations de la Bible et du cycle homérique, comporte de nombreuses allusions à des repas pris en commun et fait une place particulière au discours. Anadyoméni publié le 26 mars 1923, est sans doute le plus caractéristique des romans de Grigórios Xenópoulos. Grigórios Xenópoulos fut l'auteur de quarante-six pièces de théâtre, dont Oncle rêve publiée en 1932.

## Liste non exhaustive des œuvres
- Riche et pauvre (1919)
- Honnête et malhonnête (1921)
- Anadyoméni (1923)
- Bien et malchance (1924)
- Oncle rêve (1932)